# Fermentação descontínua
Fermentação descontínua ou fermentação em batelada é em termos de biotecnologia industrial, um processo fermentativo caracterizado pela inoculação e incubação de microorganismos, de tal forma, a permitir que a fermentação ocorra sob condições ótimas. Neste tipo de produção, nada é adicionado, exceto oxigênio (processo aeróbio), ácido ou base (controle de pH) ou antiespumante. É a forma mais utilizada pela indústria alimentícia, como exemplo a produção de cerveja, vinho, iogurte, picles, entre vários.
Com o fim da fermentação, a dorna é descarregada, lavada e esterilizada e carregada novamente com mosto e inóculo. Já o meio anteriormente obtido é levado para tratamentos finais.